# Áno Ágios Ioánnis
Áno Ágios Ioánnis, en grec moderne : Άνω Άγιος Ιωάννης, est un village du dème de Kateríni, de Macédoine-Centrale en Grèce.
Selon le recensement de 2011, la population du village s'élève à 442 habitants.